# リビングヘリテージ
リビングヘリテージ（英: Living Heritage）とは、日本語で「生きている遺産」と訳されるもので、有形無形の“有効に活用されている文化遺産”の総称。

## 定釈
リビングヘリテージに明確な基準はないが、リチャード・エンゲルハルトが唱えた主張が一般的定義となっている。

## 具象例
リビングヘリテージには以下のような種類がある。
1. 観光や学習教材として活用されている有形遺産（史跡・文化財）
2. 文字通り使われている稼働遺産
3. 継承・伝承されてきた先人の知識や技術（無形文化遺産・無形文化財）
4. 無意識に存在している文化的空間や文化的環境
5. 伝統的な生活環境・生活様式
6. 人の手が入ることで維持管理される里山のような自然環境（環境財）

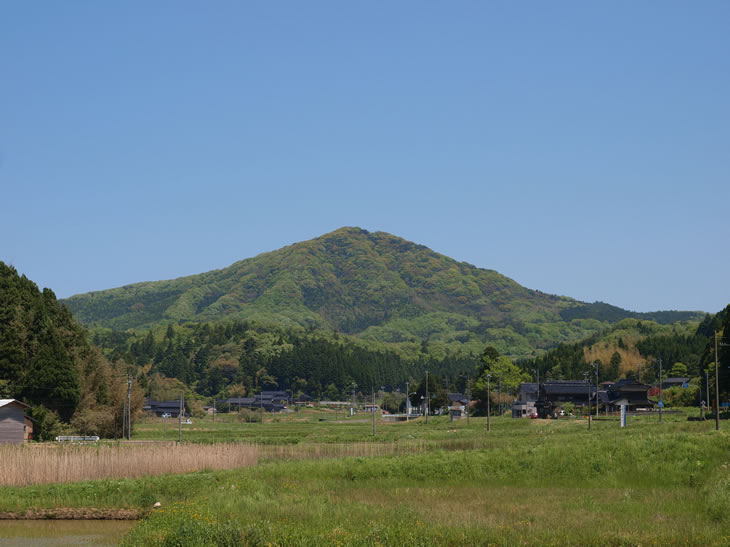
農業遺産「能登の里山」は風土に根差した日本的なリビングヘリテージ

世界遺産グローバルストラテジーでは「生きた文化（living culture)」「生きた伝統（living tradition)」という表現も用いており、類似した事業としてエコミュージアムが上げられる。これらのことから、文化資本あるいは宇沢弘文が唱えた「社会的共通資本」（ソーシャル・キャピタル）の性質が強い。

UNESCO（ユネスコ）では「地域社会のリビングヘリテージ保護」を掲げており、「地域と先住民の知識」として地域毎の伝統習慣や先住民の知恵の中に持続可能性の鍵があるとして活用することを目標にしている。
対義語は「過去の遺物」が相当し、「忘れられた文化」「顧みられなくなった文化」となる。「レガシー」や「relic (レリック)」は、在りようによってリビングヘリテージにもなる。例えば史跡や文化的空間の場合、地域のシンボル的な存在として存続しているだけで「生きている」と見做される。
考古学が広く一般に浸透する以前、遺跡を表す英語の「ruin (ルーイン)」は本来の「廃墟」の意味しかなく、埋蔵文化財として研究者以外には価値が見いだされなかった。人々の好奇心が広がり、歴史へのロマンや出土物の骨董品としての価値に関心が寄せられるようになり、遺跡はリビングヘリテージへと昇華した。
また、文化的景観では「有機的に進化する景観 (Organically Evolved Landscape)」として「残存する景観 (Relict Landscape)」と「継続する景観 (Continuing Landscape)」に区分し、「意匠された景観 (Clealy Defined Landscape)」「有機的に進化する景観 (Organaically Evolved Landscape)」「関連する景観 (Associative Cultual Landscape)」に分類する。これらは景観におけるリビングヘリテージとなる。

## 各国の対応

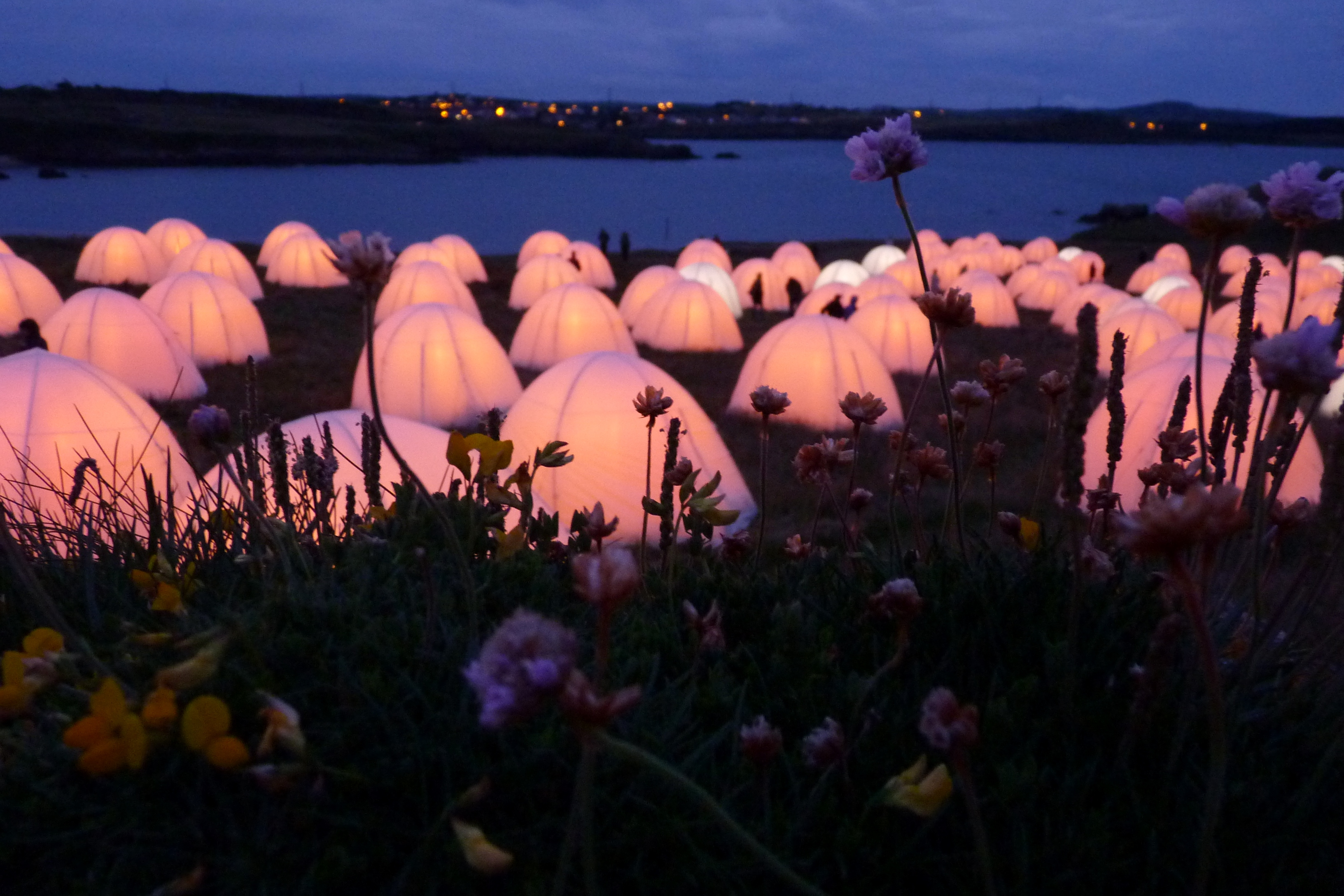
ロンドン五輪ではスランバドリグの自然公園・古教会敷地で平和キャンプなども実施

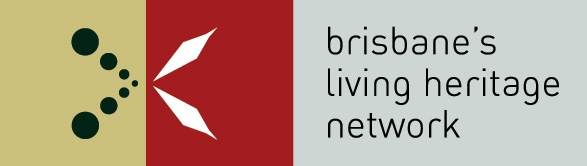
オーストラリア（ブリスベン）のリビングヘリテージ認定証

文化遺産の積極活用を最初に実行したのはイギリスで、1997年に労働党が掲げた「クール・ブリタニア政策」により文化遺産省を文化・メディア・スポーツ省に改編し、「保護から活用」へと方針転換したことによる。その成果は2012年のロンドン五輪における文化オリンピアードに結実した。
- イギリス…英国議会が中心となり推進している[7]
- オランダ…EU域内における牽引役を果たす[8]
- スイス…自然環境も取り込んでいる[9]
- フランス…運用を公認民間企業に任せている[10]
- イタリア…記録保存と活用にデジタル技術を活用している[11]
- ベラルーシ…東欧の旧共産圏の中ではベラルーシが特に関心を示している[12]
- オーストラリア…国家認証登録制を採る[13]
- ニュージーランド…イギリス連邦であることからイギリスを手本に政府を上げ観光促進利用を図っている[14]
- スリランカ…ニュージーランド同様の理由で推進[15]
- 南アフリカ…和解（平和と共存）の象徴として地域発展に貢献している[16]

## 日本の方策
日本では、古都保存法での「歴史的風土」、歴史まちづくり法での「歴史的風致」がリビングヘリテージの根拠と解釈され、文化財保護法を改正しての歴史文化保存活用区域制度が実現すればリビングヘリテージが本格化する。また、文化的景観の考え方を反映した文化財保護法での重要文化的景観の選定も行われている。
明治日本の産業革命遺産 製鉄・製鋼、造船、石炭産業に含まれる稼働遺産の世界遺産登録を目指す過程において、内閣官房は閣議決定で文化財保護法に依らないリビングヘリテージの保全に尽力することを決めていた。
さらに、2020年の東京オリンピックを見据え、オリンピック憲章と「オリンピックアジェンダ2020」で謳われる文化プログラム（2020年東京オリンピック・パラリンピック文化プログラム）実行の一環として、東京以外の地域も含めリビングヘリテージの活用も検討が始まった。
最近ではユニークベニューという活用法も提唱されている。

### 個別提言
リビングヘリテージ発祥のイギリスから来たデービッド・アトキンソンは、ハコモノとしての文化財建造物の価値を高めるには、そこにおける「人間文化」（生活感）を押し出すべきで、文化財になる前の「生きていた時期」を重視しなければならないとし、文化人類学や家政学的な視点の欠如を指摘する。

## 懸念事項
リビングヘリテージにおける問題は、「保護と活用の両立」に尽きる。

## 関連書物
- 藤木庸介、神吉紀世子『生きている文化遺産と観光―住民によるリビングヘリテージの継承』学芸出版社、2010年、230頁。ISBN 978-4-7615-2480-7。
- 土生田純之『文化遺産と現代』同成社、2009年、257頁。ISBN 978-4-88621-486-7。